# جنگ‌ها و درگیری‌های هند و پاکستان
از زمان تجزیه هند بریتانیا در سال ۱۹۴۷ و متعاقب آن ایجاد قلمروهای هند و پاکستان متعلق به بریتانیا، این دو کشور، درگیر جنگ‌ها، درگیری‌ها و آتش‌بس‌های نظامی متعددی بوده‌اند. اختلاف طولانی‌مدت بر سر کشمیر و تروریسم فرامرزی، علت اصلی درگیری بین دو کشور بوده است، به استثنای جنگ هند و پاکستان در ۱۹۷۱، که در نتیجه مستقیم خصومت‌های ناشی از جنگ استقلال بنگلادش در پاکستان شرقی سابق (بنگلادش کنونی) رخ داد.

## پیش‌زمینه
تقسیم هند در سال ۱۹۴۷ منجر به ایجاد دو کشور مستقل هند و پاکستان شد. این تقسیم‌بندی با خشونت‌های گسترده‌ای همراه بود که بین ۲۰۰٬۰۰۰ تا ۲ میلیون نفر کشته و حدود ۱۴ میلیون نفر آواره شدند. یکی از مسائل حل‌نشده پس از تقسیم، وضعیت ایالت شاهزاده‌نشین جامو و کشمیر بود که با جمعیت اکثراً مسلمان تحت حاکمیت مهاراجه‌ای هندو قرار داشت. این موضوع به منبع اصلی تنش‌ها و درگیری‌های آینده بین دو کشور تبدیل شد.
تجزیه هند در سال ۱۹۴۷، با اعطای استقلال ناگهانی، رخ داد. هدف کسانی که خواستار کشور اسلامی بودند، این بود که پس از رسیدن به استقلال، پاکستان نیز از هند جدا شود.
نزدیک به یک‌سوم جمعیت مسلمان هند، در هند جدید باقی ماندند.
خشونت‌های بین‌جمعی بین هندوها، سیک‌ها و مسلمانان منجر به کشته‌شدن از ۲۰۰۰۰۰ تا ۲ میلیون و آوارگی ۱۴ میلیون نفر شده است.
به امیرنشین‌های نوابی در هند نیز سند الحاق، برای الحاق به هند یا پاکستان ارائه شد.

## جنگ‌ها

### جنگ نخست هند و پاکستان (۱۹۴۷–۱۹۴۸)
این جنگ در اکتبر ۱۹۴۷ آغاز شد، زمانی که قبایل مسلح با حمایت پاکستان به کشمیر حمله کردند تا از پیوستن آن به هند جلوگیری کنند. در پاسخ، مهاراجه کشمیر با امضای سند الحاق، از هند درخواست کمک نظامی کرد. درگیری‌ها تا ژانویه ۱۹۴۹ ادامه یافت و با مداخله سازمان ملل متحد و تعیین خط آتش‌بس، کشمیر به دو بخش تحت کنترل هند و پاکستان تقسیم شد.

### جنگ دوم هند و پاکستان (۱۹۶۵)
در سال ۱۹۶۵، پاکستان عملیات «جبل‌الطارق» را برای تحریک شورش در کشمیر آغاز کرد. این اقدام به درگیری‌های گسترده‌ای منجر شد که شامل بزرگ‌ترین نبرد تانک‌ها پس از جنگ جهانی دوم بود. با مداخله دیپلماتیک شوروی و آمریکا، آتش‌بس برقرار شد و اعلامیه تاشکند امضا گردید.

### جنگ سوم هند و پاکستان (۱۹۷۱)
این جنگ در پی بحران انسانی و سیاسی در پاکستان شرقی (بنگلادش کنونی) و سرکوب جنبش استقلال‌طلبی آغاز شد. هند با حمایت از جنبش آزادی‌بخش بنگلادش، وارد جنگ شد. نتیجه این جنگ، استقلال بنگلادش و تسلیم بیش از ۹۰٬۰۰۰ نیروی پاکستانی بود.

### جنگ کارگل (۱۹۹۹)
در سال ۱۹۹۹، نیروهای پاکستانی با عبور از خط کنترل، مواضعی را در منطقه کارگیل تصرف کردند. هند با عملیات نظامی گسترده‌ای این مناطق را بازپس گرفت. این درگیری با فشارهای بین‌المللی و عقب‌نشینی نیروهای پاکستانی پایان یافت.

## درگیری‌ها

### درگیری ران کوچ (۱۹۶۵)
در اوایل سال ۱۹۶۵، در منطقه ران کوچ درگیری مرزی بین هند و پاکستان رخ داد. این درگیری زمینه‌ساز جنگ دوم بین دو کشور شد.

### درگیری سیاچن (۱۹۸۴–۲۰۰۳)
در سال ۱۹۸۴، هند عملیات «مگدوت» را برای تصرف یخچال سیاچن آغاز کرد. این منطقه مرتفع‌ترین میدان نبرد جهان است. درگیری‌ها تا سال ۲۰۰۳ ادامه یافت و با آتش‌بس پایان پذیرفت، اما هر دو کشور همچنان حضور نظامی در منطقه دارند.

## حوادث و تنش‌ها
- بحران ۱۹۸۶–۱۹۸۷ هند و پاکستان: تنش‌های نظامی بین دو کشور که با بسیج نیروها همراه بود.
- سرنگونی برگه آتلانتیک پاکستانی (۱۹۹۹): نیروی هوایی هند، یک هواپیمای شناسایی برگه آتلانتیک پاکستانی را سرنگون کرد که منجر به تنش‌های دیپلماتیک شد.
- بحران ۲۰۰۱–۲۰۰۲ هند و پاکستان: پس از حمله به پارلمان هند، تنش‌ها بین دو کشور افزایش یافت و هر دو طرف نیروهای خود را در مرز مستقر کردند.
- بحران ۲۰۰۸ هند و پاکستان: در پی این حملات تروریستی، روابط هند و پاکستان به شدت تیره شد.

## جنگ‌های نیابتی
- شورش در جامو و کشمیر (۱۹۸۹–اکنون): شورش‌های مسلحانه در کشمیر با حمایت گروه‌های مستقر در پاکستان، منبع اصلی تنش‌ها بوده است.
- شورش در بلوچستان (۱۹۴۸–اکنون): پاکستان، هند را به حمایت از جدایی‌طلبان بلوچ متهم می‌کند.
- درگیری افغانستان (۱۹۷۸–اکنون): هند و پاکستان در جنگ‌های افغانستان، از جناح‌های مختلف حمایت کرده‌اند که بر روابط دوجانبه تأثیر گذاشته است.

## خطر جنگ هسته‌ای
با توجه به اینکه هر دو کشور دارای سلاح‌های هسته‌ای هستند، هرگونه درگیری می‌تواند به جنگی فاجعه‌بار تبدیل شود. سیاست «بازدارندگی متقابل تضمین‌شده» تاکنون از وقوع جنگ تمام‌عیار جلوگیری کرده است، اما خطر محاسبات اشتباه همچنان وجود دارد.

## گرامیداشت‌های سالانه
- روز دفاع (۶ سپتامبر): در پاکستان به مناسبت جنگ ۱۹۶۵.
- روز پیروزی کارگل (۲۶ ژوئیه): در هند به مناسبت پیروزی در جنگ کارگل.
- روز پیروزی (۱۶ دسامبر): در هند و بنگلادش به مناسبت پیروزی در جنگ ۱۹۷۱.

## مشارکت سایر کشورها
در طول درگیری‌ها، کشورهای مختلفی مانند آمریکا، شوروی، چین و سازمان ملل متحد نقش میانجی‌گری یا حمایت از یکی از طرفین را ایفا کرده‌اند.

## کتابشناسی – فهرست کتاب‌ها
- چاودوری، رودرا. "فقط یک حادثه مرزی دیگر": ران کوچ و جنگ ۱۹۶۵ هند و پاکستان." مجله مطالعات استراتژیک 42.5 (2019): 654-676. برخط
- چیما، مسارت جاوید. "درگیری پاکستان و هند با اشاره ویژه به کشمیر." مطالعات جنوب آسیا 30.1 (2020). برخط
- کلافلی، برایان. تاریخچه ارتش پاکستان: جنگ‌ها و شورش‌ها (سایمون و شوستر، ۲۰۱۶).
- Dixit, JN هند و پاکستان در جنگ و صلح (۲۰۰۲).
  - ایمپیانی، دوی. "تشدید درگیری نظامی بین هند و پاکستان در بیانیه پست لاهور (۱۹۹۹–۲۰۱۹): چشم انداز معضل امنیتی." جهانی: ژورنال سیاست بین‌المللی 21.2 (2019): 219-241. برخط
- ایندورتی، راتنام. جنگ هند و پاکستان و بحران کشمیر (راتلج هند، ۲۰۱۹).
- کائورا، وینای. "سیاست هند در پاکستان: از "حمله جراحی" ۲۰۱۶ تا "حمله هوایی" بالاکوت در سال ۲۰۱۹. میز گرد 109.3 (2020): 277–287. برخط
- لیون، پیتر. درگیری بین هند و پاکستان: یک دایرةالمعارف (۲۰۰۸).
- موهان، سوریندر. رقابت پیچیده: پویایی درگیری هند و پاکستان (انتشارات دانشگاه میشیگان، ۲۰۲۲).
- صدیقه، عایشه. Military Inc. : داخل اقتصاد نظامی پاکستان (Penguin Random House India، ۲۰۱۷).
- Sisson, Richard, and Leo E. Rose, eds. جنگ و جدایی: پاکستان، هند و ایجاد بنگلادش (۱۹۹۱)